# Церковь Успения Божией Матери (Пермь)
Церковь Успения Божией Матери — православной храм первого городского благочиния Пермской и Кунгурской епархии Русской православной церкви, расположенный в Перми на территории Егошихинского кладбища в Свердловском районе города. Относится к памятникам градостроительства и архитектуры регионального значения.

## История
На месте ныне существующей церкви с 1780-х гг. действовала кладбищенская деревянная церковь во имя Всех Святых. Она была построена по предложению генерал-губернатора Пермско-Тобольского наместничества Е. П. Кашкина от 19 декабря 1783 года г., причём в своём предложении приказу общественного призрения он сообщил, что на эти цели в Екатеринбурге собрано 530 рублей. Вятская духовная консистория издала соответствующий указ, и весной и летом 1784 г. проводился сбор строительных материалов. В течение года строительство церкви по проекту губернского архитектора Фёдора Паульсена, составившего смету расходов в 1452 руб. 12 коп., было завершено, а 10 декабря 1784 года г. во имя Всех Святых она была освящена.
Также вместо плохой дороги к храму, требующей постоянного ремонта, в 1787 г. была проложена хорошая дорога, на которой в 1798 г. через реку Стикс был построен мост. Церковь была приписана к Петропавловскому собору. В ней в 1812 г. было освящено знамя Ширванского пехотного полка.
В 1820-х гг. здание Всехсвятской церкви изрядно обветшало. Поэтому осенью 1823 г. мещанское общество во главе с Д. Е. Смышляевым постановило взамен старой деревянной церкви возвести новую каменную. Она была заложена на новом городском кладбище в 1832 г., а старая кладбищенская церковь во имя Всех Святых была переосвящена во имя Успения Пресвятой Богородицы.
Деревянная Успенская церковь на Старом Егошихинском кладбище действовала вплоть до начала XX в. 2 мая 1905 года начат демонтаж деревянной церкви из-за ветхого состояния.
Неподалеку от старой деревянной церкви был заложен каменный храм во имя Успения Божией Матери по проекту архитектора А. И. Ожегова. Закладку храма 25 июня 1900 года г. совершил епископ Пермский и Соликамский Петр (Лосев).
21 ноября 1905 года епископ Никанор совершил освящение каменной Успенской церкви на Старом кладбище.
При Советской власти в 1939 г. церковь была закрыта. По решению Молотовского горисполкома от 25 мая 1940 г. здание церкви перешло к Молотовскому управлению кинофикации и в дальнейшем использовалось в качестве склада конторы кинопроката. Пожар конца 1970-х гг. причинил серьёзный ущерб, практически уничтожив церковь. В 1987 г. начался сбор средств на восстановление церкви за счёт благотворительных концертов и вечеров, организованных обществом охраны памятников истории, и за счёт пожертвований прихожан.
По решению исполкома Пермского городского Совета народных депутатов от 15 сентября 1989 года здание церкви было передано Русской православной церкви для культовых целей. Восстановление церкви усилиями прихожан началось 23 ноября 1989 г. по проекту архитектора-реставратора Г. Л. Кацко.

## Описание
Здание церкви Успения Божией Матери построено прямоугольным. Трапезная и паперть церкви перекрываются крестовыми сводами, а основное здание церкви перекрывается арками из кирпича. Апсида и четверик храма увенчаны луковичными главками, а церковная колокольня — восьмигранным шатровым куполом. Здание церкви украшено декоративными колонками, поясами, закомарами и кокошниками.